# Internationaux de Strasbourg 2011 - Qualificazioni singolare
Le qualificazioni del singolare dell'Internationaux de Strasbourg 2011 sono state un torneo di tennis preliminare per accedere alla fase finale della manifestazione. I vincitori dell'ultimo turno sono entrati di diritto nel tabellone principale. In caso di ritiro di uno o più giocatori aventi diritto a questi sono subentrati i lucky loser, ossia i giocatori che hanno perso nell'ultimo turno ma che avevano una classifica più alta rispetto agli altri partecipanti che avevano comunque perso nel turno finale.

## Giocatrici

### Teste di serie
1. Sania Mirza (Promossa al tabellone principale)
2. Christina McHale (ultimo turno) (Lucky loser)
3. Mirjana Lučić (qualificata)
4. Kateryna Bondarenko (ultimo turno)

1. Stéphanie Foretz Gacon (qualificata)
2. Çağla Büyükakçay (primo turno)
3. Anna Floris (ultimo turno)
4. Laura Thorpe (primo turno)
5. Anna-Lena Grönefeld (qualificata)

### Qualificate
1. Anna-Lena Grönefeld
2. Ahsha Rolle

1. Mirjana Lučić
2. Stéphanie Foretz Gacon

## Tabellone qualificazioni

### Sezione 1
|  | Primo turno        | Primo turno         | Primo turno         | Primo turno | Primo turno |  |  | Secondo turno | Secondo turno       | Secondo turno       | Secondo turno | Secondo turno |   |   | Ultimo turno | Ultimo turno        | Ultimo turno        | Ultimo turno | Ultimo turno |  |
|  |                    |                     |                     |             |             |  |  |               |                     |                     |               |               |   |   |              |                     |                     |              |              |  |
|  | 9                  | Anna-Lena Grönefeld | Anna-Lena Grönefeld | 6           | 6           |  |  |               |                     |                     |               |               |   |   |              |                     |                     |              |              |  |
|  |                    | Karolina Nowak      | Karolina Nowak      | 1           | 0           |  |  | 9             | Anna-Lena Grönefeld | Anna-Lena Grönefeld | 6             | 6             |   |   |              |                     |                     |              |              |  |
|  | WC                 | Elixane Lechemia    | Elixane Lechemia    | 64          | 1           |  |  |               | Xu Yifan            | Xu Yifan            | 2             | 1             |   |   |              |                     |                     |              |              |  |
|  |                    | Xu Yifan            | Xu Yifan            | 7           | 6           |  |  |               |                     |                     |               |               |   |   | 9            | Anna-Lena Grönefeld | Anna-Lena Grönefeld | 6            | 6            |  |
|  | Maria João Koehler | Maria João Koehler  | 3                   | 7           | 6           |  |  |               |                     | 7                   | Anna Floris   | Anna Floris   | 0 | 2 |              |                     |                     |              |              |  |
|  | Katarzyna Piter    | Katarzyna Piter     | 6                   | 5           | 4           |  |  |               | Maria João Koehler  | 3                   | 6             | 1             |   |   |              |                     |                     |              |              |  |
|  | Alt                | Stamatia Fafaliou   | Stamatia Fafaliou   | 1           | 1           |  |  | 7             | Anna Floris         | 6                   | 3             | 6             |   |   |              |                     |                     |              |              |  |
|  | 7                  | Anna Floris         | Anna Floris         | 6           | 6           |  |  |               |                     |                     |               |               |   |   |              |                     |                     |              |              |  |

### Sezione 2
|  | Primo turno | Primo turno         | Primo turno      | Primo turno | Primo turno |  |  | Secondo turno    | Secondo turno      | Secondo turno      | Secondo turno | Secondo turno |   |   | Ultimo turno | Ultimo turno     | Ultimo turno | Ultimo turno | Ultimo turno |  |
|  |             |                     |                  |             |             |  |  |                  |                    |                    |               |               |   |   |              |                  |              |              |              |  |
|  | 2           | Christina McHale    | 6                | 3           | 6           |  |  |                  |                    |                    |               |               |   |   |              |                  |              |              |              |  |
|  |             | Sina Haas           | 2                | 6           | 4           |  |  | 2                | Christina McHale   | Christina McHale   | 6             | 7             |   |   |              |                  |              |              |              |  |
|  |             | Viktorija Kutuzova  | 4                | 6           | 6           |  |  |                  | Viktorija Kutuzova | Viktorija Kutuzova | 3             | 64            |   |   |              |                  |              |              |              |  |
|  | WC          | Christina Shakovets | 6                | 3           | 3           |  |  |                  |                    |                    |               |               |   |   | 2            | Christina McHale | 5            | 6            | 3            |  |
|  |             | Ana-Clara Duarte    | Ana-Clara Duarte | 6           | 6           |  |  |                  |                    |                    | Ahsha Rolle   | 7             | 3 | 6 |              |                  |              |              |              |  |
|  | WC          | Ana-Maria Zubori    | Ana-Maria Zubori | 2           | 2           |  |  | Ana-Clara Duarte | Ana-Clara Duarte   | Ana-Clara Duarte   | 2             | 1             |   |   |              |                  |              |              |              |  |
|  |             | Ahsha Rolle         | 5                | 7           | 6           |  |  | Ahsha Rolle      | Ahsha Rolle        | Ahsha Rolle        | 6             | 6             |   |   |              |                  |              |              |              |  |
|  | 6           | Çağla Büyükakçay    | 7                | 62          | 3           |  |  |                  |                    |                    |               |               |   |   |              |                  |              |              |              |  |

### Sezione 3
|  | Primo turno        | Primo turno         | Primo turno         | Primo turno | Primo turno |  |  | Secondo turno       | Secondo turno       | Secondo turno       | Secondo turno | Secondo turno |   |   | Ultimo turno | Ultimo turno  | Ultimo turno | Ultimo turno | Ultimo turno |  |
|  |                    |                     |                     |             |             |  |  |                     |                     |                     |               |               |   |   |              |               |              |              |              |  |
|  | 3                  | Mirjana Lučić       | Mirjana Lučić       | 6           | 7           |  |  |                     |                     |                     |               |               |   |   |              |               |              |              |              |  |
|  |                    | Conny Perrin        | Conny Perrin        | 3           | 63          |  |  | 3                   | Mirjana Lučić       | Mirjana Lučić       | 6             | 6             |   |   |              |               |              |              |              |  |
|  | Jessica Moore      | Jessica Moore       | Jessica Moore       | 6           | 6           |  |  |                     | Jessica Moore       | Jessica Moore       | 2             | 2             |   |   |              |               |              |              |              |  |
|  | Melanie Klaffner   | Melanie Klaffner    | Melanie Klaffner    | 0           | 1           |  |  |                     |                     |                     |               |               |   |   | 3            | Mirjana Lučić | 6            | 63           | 6            |  |
|  | Gail Brodsky       | Gail Brodsky        | Gail Brodsky        | 7           | 6           |  |  |                     |                     |                     | Gail Brodsky  | 1             | 7 | 4 |              |               |              |              |              |  |
|  | Mashona Washington | Mashona Washington  | Mashona Washington  | 63          | 4           |  |  | Gail Brodsky        | Gail Brodsky        | Gail Brodsky        | 7             | 7             |   |   |              |               |              |              |              |  |
|  |                    | Kristina Mladenovic | Kristina Mladenovic | 6           | 6           |  |  | Kristina Mladenovic | Kristina Mladenovic | Kristina Mladenovic | 5             | 65            |   |   |              |               |              |              |              |  |
|  | 8                  | Laura Thorpe        | Laura Thorpe        | 3           | 2           |  |  |                     |                     |                     |               |               |   |   |              |               |              |              |              |  |

### Sezione 4
|  | Primo turno   | Primo turno            | Primo turno          | Primo turno | Primo turno |  |  | Secondo turno | Secondo turno          | Secondo turno          | Secondo turno          | Secondo turno |    |   | Ultimo turno | Ultimo turno        | Ultimo turno | Ultimo turno | Ultimo turno |  |
|  |               |                        |                      |             |             |  |  |               |                        |                        |                        |               |    |   |              |                     |              |              |              |  |
|  | 4             | Kateryna Bondarenko    | Kateryna Bondarenko  | 6           | 6           |  |  |               |                        |                        |                        |               |    |   |              |                     |              |              |              |  |
|  |               | Karolina Wlodarczak    | Karolina Wlodarczak  | 1           | 4           |  |  | 4             | Kateryna Bondarenko    | Kateryna Bondarenko    | 6                      | 6             |    |   |              |                     |              |              |              |  |
|  |               | Daniella Dominikovic   | Daniella Dominikovic | 4           | 4           |  |  | WC            | Victoria Muntean       | Victoria Muntean       | 0                      | 0             |    |   |              |                     |              |              |              |  |
|  | WC            | Victoria Muntean       | Victoria Muntean     | 6           | 6           |  |  |               |                        |                        |                        |               |    |   | 4            | Kateryna Bondarenko | 3            | 7            | 2            |  |
|  | Sun Shengnan  | Sun Shengnan           | Sun Shengnan         | 2           | 1           |  |  |               |                        | 5                      | Stéphanie Foretz Gacon | 6             | 67 | 6 |              |                     |              |              |              |  |
|  | Johanna Konta | Johanna Konta          | Johanna Konta        | 6           | 6           |  |  |               | Johanna Konta          | Johanna Konta          | 3                      | 1             |    |   |              |                     |              |              |              |  |
|  |               | Dia Evtimova           | 65                   | 6           | 4           |  |  | 5             | Stéphanie Foretz Gacon | Stéphanie Foretz Gacon | 6                      | 6             |    |   |              |                     |              |              |              |  |
|  | 5             | Stéphanie Foretz Gacon | 7                    | 3           | 6           |  |  |               |                        |                        |                        |               |    |   |              |                     |              |              |              |  |